# Old St. Raymond’s Church

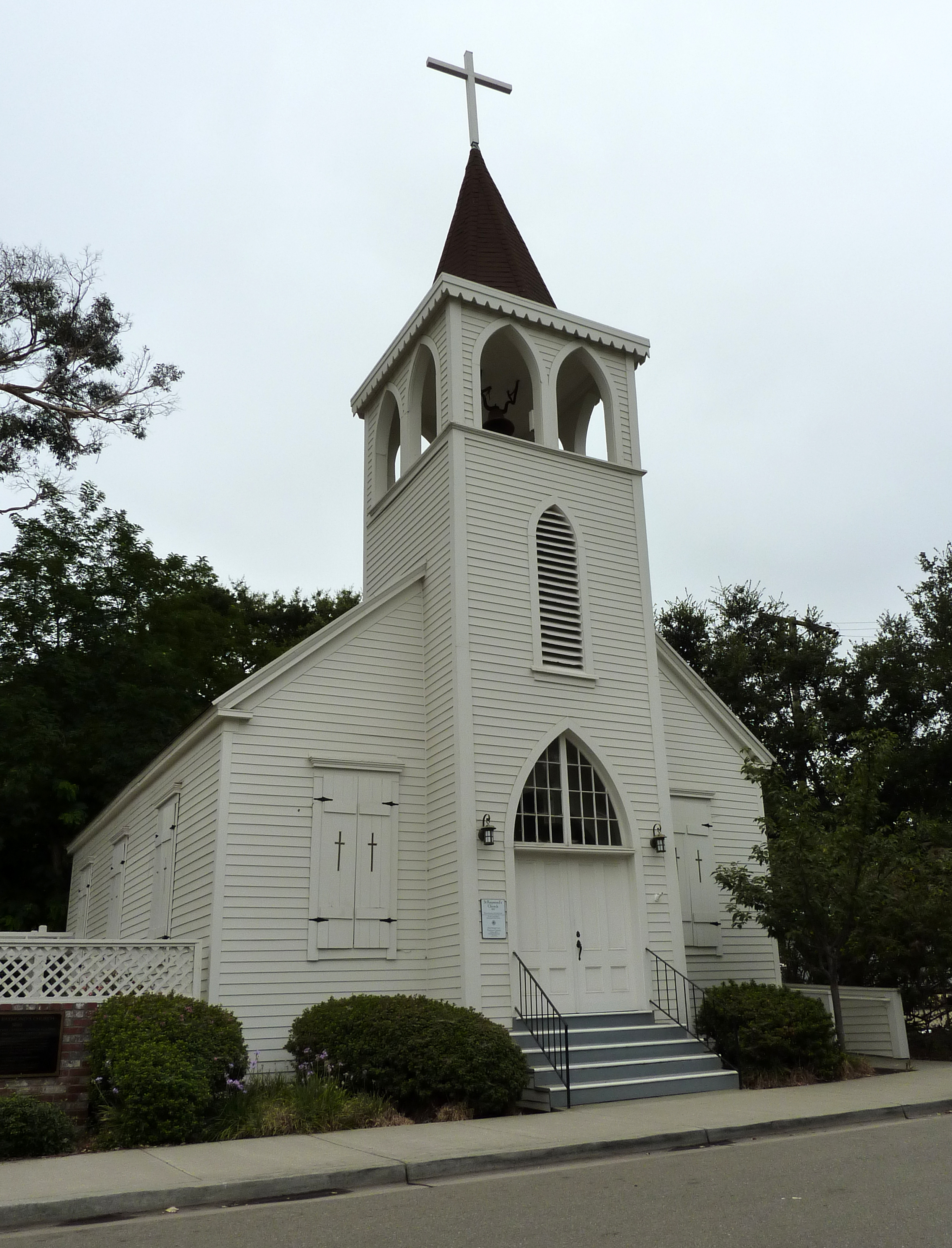
Old St. Raymond’s Church

Old St. Raymond’s Church ist eine historische Kirche in Dublin, Kalifornien. Das Gebäude wurde am 12. April 2006 in das National Register of Historic Places aufgenommen.
Die älteste noch existierende katholische Kirche im Alameda County und im Contra Costa County wurde 1859 erbaut und 1860 geweiht. Das Bauwerk steht an der nordöstlichen Ecke eines 16.000 Quadratmeter großen Grundstücks. Das Land wurde der Kirche gestiftet und diente auch dem historischen Old Murray Schoolhouse und dem Dublin Pioneer Cemetery.
Die Kirche ist in einem einfachen neugotischen Stil gehalten und die Fassade ist mit weißen Schindeln im Neuengland-Stil verkleidet. Die hölzernen Kirchenbänke und die weißen Dielenfußböden sind aus Redwoodholz. Das Holz für den Bau der Kapelle stammt aus den Bergen um Oakland; die Baumstämme wurden mit Ochsengespannen nach Dublin gebracht, um hier gesägt zu werden. Das Bauwerk wurde von irischen Einwanderern gebaut, die ihre Heimat vor der Großen Hungersnot verließen und einige Zeit in New York City lebten, bevor sie sich den frühen Wagenzügen nach Westen anschlossen. Während der Bauzeit stürzte am 6. September 1859 Tom Donlon zu Tode und wurde so die erste Person, die auf dem Dublin Pioneer Cemetery begraben wurde.
Ursprünglich handelte es sich um eine christliche Missionskirche. Die Bewohner des Ortes konnten sich jedoch keinen ständigen Priester leisten, sodass ein Mitglied des Klerus aus Oakland einmal im Monat mit einem Maultier nach St. Raymond’s geritten kam, um die Heilige Messe zu lesen. Die erste Hochzeit wurde 1865 geschlossen, der Glockenturm wurde 1880 dem Gebäude hinzugefügt.
Im Jahre 1966 zog die Gemeinde in ein größeres Bauwerk um, ebenfalls mit dem Namen St. Raymond’s Church, und die Diözese Oakland übergab das alte Gebäude der Amador-Livermore Valley Historical Society (ALVHS) zur Erhaltung und Restaurierung. Diese Vereinigung nutzte das Bauwerk zu unterschiedlichen Zwecken und verkaufte es 1993 der City of Dublin. Die Stadt war auch in der Lage, das angrenzende Old Murray Schoolhouse und den Dublin Pioneer Cemetery anzukaufen, und konnte so das Dublin Heritage Center ausweisen. Die erste dokumentierte Erneuerung der Old St. Raymond’s Church fand 1922 statt und die bisher letzte erfolgte eine kurze Zeit nachdem die Stadt in den Besitz des Bauwerks gelangte. Das allgemeine Erscheinungsbild der Kirche ist seit der Errichtung 1859 unverändert.